# Primera B de Chile 2011
Primera B de Chile 2011 var den näst högsta serien i fotboll i Chile för säsongen 2011. Serien var uppdelad i två mästerskap, Torneo Apertura och Torneo Clausura. Varje lag spelade 19 matcher i vardera mästerskap, vilket innebar totalt 38 matcher för varje lag. Vid säsongens slut slogs mästerskapen ihop och vinnaren av den sammanlagda tabellen, denna säsong Deportes Antofagasta, gick upp i Primera División. Vinnarna av respektive mästerskap möttes sedan i playoff för att spela om andraplatsen, och därmed en direktplats upp till den högsta divisionen. Eftersom Deportes Antofagasta vann Torneo Apertura gick playoff-platsen till tvåan i mästerskapet, Rangers, som fick möta vinnaren av Clausura, Everton. Rangers vann och gick således direkt upp till Primera División, medan Everton tog en av de två möjliga kvalplatserna. Den andra kvalplatsen gick till det näst bästa valbara laget i den sammanlagda tabellen, vilket var Naval. Everton och Naval fick således möta två lag från Primera División för kvalspel. De båda förlorade dock och fick fortsätta spel i Primera B även säsongen 2012.

## Förändringar inför säsongen
| Nya lag från Primera División | Nya lag från Tercera A | Uppflyttade till Primera División    | Nedflyttade till Tercera A |
| - Everton - San Luis          | - Magallanes           | - Deportes Iquique - Unión La Calera | - Provincial Osorno        |
| ----------------------------- | ---------------------- | ------------------------------------ | -------------------------- |

## Förändringar efter säsongen
| Nya lag från Primera División | Nya lag från Tercera A | Uppflyttade till Primera División | Nedflyttade till Segunda División |
| - Santiago Morning - Ñublense | - Barnechea            | - Deportes Antofagasta - Rangers  | - Deportes Copiapó                |
| ----------------------------- | ---------------------- | --------------------------------- | --------------------------------- |

## Apertura
Alla lag mötte varandra en gång vardera, vilket innebar totalt 13 matcher. Därefter spelade varje lag mot sex lag en gång vardera, vilket gav ytterligare 6 matcher och således totalt 19 matcher.
|  |     | Lag                   | Poäng | M  | V  | O | F  | GM | IM | MSK |
|  | --- | --------------------- | ----- | -- | -- | - | -- | -- | -- | --- |
|  | 1.  | Deportes Antofagasta  | 40    | 19 | 12 | 4 | 3  | 26 | 19 | 7   |
|  | 2.  | Rangers               | 39    | 19 | 12 | 3 | 4  | 31 | 21 | 10  |
|  | 3.  | Deportes Concepción   | 32    | 19 | 9  | 5 | 5  | 27 | 18 | 9   |
|  | 4.  | Naval                 | 27    | 19 | 7  | 6 | 6  | 24 | 24 | 0   |
|  | 5.  | Curicó Unido          | 26    | 19 | 7  | 5 | 7  | 31 | 30 | 1   |
|  | 6.  | Coquimbo Unido        | 26    | 19 | 7  | 5 | 7  | 24 | 26 | -2  |
|  | 7.  | Unión Temuco          | 25    | 19 | 7  | 4 | 8  | 25 | 21 | 4   |
|  | 8.  | San Luis              | 25    | 19 | 7  | 4 | 8  | 27 | 25 | 2   |
|  | 9.  | Deportes Puerto Montt | 24    | 19 | 6  | 6 | 7  | 20 | 22 | -2  |
|  | 10. | San Marcos de Arica   | 23    | 19 | 6  | 5 | 8  | 31 | 30 | 1   |
|  | 11. | Lota Schwager         | 22    | 19 | 6  | 4 | 9  | 17 | 21 | -4  |
|  | 12. | Everton               | 21    | 19 | 5  | 6 | 8  | 21 | 27 | -6  |
|  | 13. | Magallanes            | 21    | 19 | 5  | 6 | 8  | 25 | 32 | -7  |
|  | 14. | Deportes Copiapó      | 16    | 19 | 5  | 1 | 13 | 21 | 34 | -13 |

|  | Mästare av Torneo Apertura (blev sedermera även mästare av sammanlagda tabellen och uppflyttade).                             |
|  | Kvalificerade till playoff-spel då Deportes Antofagasta blev mästare av den sammanlagda tabellen, så platsen gick till tvåan. |

## Clausura
Alla lag mötte varandra en gång vardera, vilket innebar totalt 13 matcher. Därefter spelade varje lag mot sex lag en gång vardera, vilket gav ytterligare 6 matcher och således totalt 19 matcher.
|  |     | Lag                   | Poäng | M  | V  | O | F  | GM | IM | MSK |
|  | --- | --------------------- | ----- | -- | -- | - | -- | -- | -- | --- |
|  | 1.  | Everton               | 39    | 19 | 11 | 6 | 2  | 24 | 13 | 11  |
|  | 2.  | Naval                 | 35    | 19 | 11 | 2 | 6  | 32 | 25 | 7   |
|  | 3.  | Deportes Antofagasta  | 33    | 19 | 10 | 3 | 6  | 36 | 22 | 14  |
|  | 4.  | San Luis              | 29    | 19 | 8  | 5 | 6  | 18 | 19 | -1  |
|  | 5.  | Deportes Concepción   | 28    | 19 | 8  | 4 | 7  | 30 | 27 | 3   |
|  | 6.  | Lota Schwager         | 27    | 19 | 7  | 6 | 6  | 17 | 18 | -1  |
|  | 7.  | Unión Temuco          | 26    | 19 | 7  | 5 | 7  | 23 | 28 | -5  |
|  | 8.  | Coquimbo Unido        | 25    | 19 | 7  | 4 | 8  | 25 | 26 | -1  |
|  | 9.  | San Marcos de Arica   | 25    | 19 | 7  | 4 | 8  | 23 | 27 | -4  |
|  | 10. | Deportes Puerto Montt | 24    | 19 | 6  | 6 | 7  | 26 | 26 | 0   |
|  | 11. | Rangers               | 20    | 19 | 6  | 2 | 11 | 26 | 25 | 1   |
|  | 12. | Deportes Copiapó      | 20    | 19 | 4  | 8 | 7  | 19 | 29 | -10 |
|  | 13. | Magallanes            | 19    | 19 | 4  | 7 | 8  | 22 | 25 | -3  |
|  | 14. | Curicó Unido          | 15    | 19 | 3  | 6 | 10 | 16 | 27 | -11 |

|  | Kvalificerade till playoff-spel. |

## Sammanlagd tabell
Alla lag mötte varandra en gång vardera, vilket innebar totalt 13 matcher. Därefter spelade varje lag mot sex lag en gång vardera, vilket gav ytterligare 6 matcher och således totalt 19 matcher. Vinnaren av den sammanlagda tabellen flyttades upp direkt. Utöver det möttes vinnarna av Torneo Apertura (i detta fall tvåan då vinnaren av Apertura även vann den sammanlagda tabellen) och Torneo Clausura i en playoff-match för direkt uppflyttning och det bäst valbara laget utöver dessa gick till uppflyttningskval.
|  |     | Lag                   | Poäng | M  | V  | O  | F  | GM | IM | MSK |
|  | --- | --------------------- | ----- | -- | -- | -- | -- | -- | -- | --- |
|  | 1.  | Deportes Antofagasta  | 73    | 38 | 22 | 7  | 9  | 62 | 41 | 21  |
|  | 2.  | Naval                 | 62    | 38 | 18 | 9  | 11 | 56 | 49 | 7   |
|  | 3.  | Deportes Concepción   | 60    | 38 | 17 | 9  | 12 | 57 | 45 | 12  |
|  | 4.  | Everton               | 60    | 38 | 16 | 12 | 10 | 45 | 40 | 5   |
|  | 5.  | Rangers               | 59    | 38 | 18 | 5  | 15 | 57 | 46 | 11  |
|  | 6.  | San Luis              | 54    | 38 | 15 | 9  | 14 | 45 | 44 | 1   |
|  | 7.  | Unión Temuco          | 51    | 38 | 14 | 9  | 15 | 48 | 49 | -1  |
|  | 8.  | Coquimbo Unido        | 51    | 38 | 14 | 9  | 15 | 49 | 52 | -3  |
|  | 9.  | Lota Schwager         | 49    | 38 | 13 | 10 | 15 | 34 | 39 | -5  |
|  | 10. | San Marcos de Arica   | 48    | 38 | 13 | 9  | 16 | 54 | 57 | -3  |
|  | 11. | Deportes Puerto Montt | 48    | 38 | 12 | 12 | 14 | 46 | 48 | -2  |
|  | 12. | Curicó Unido          | 41    | 38 | 10 | 11 | 17 | 47 | 57 | -10 |
|  | 13. | Magallanes            | 40    | 38 | 9  | 13 | 16 | 47 | 57 | -10 |
|  | 14. | Deportes Copiapó      | 36    | 38 | 9  | 9  | 20 | 40 | 63 | -23 |

|  | Mästare av Primera B 2011 och uppflyttade till Primera División 2012. |
|  | Kvalificerade för playoff-spel.                                       |
|  | Kvalificerade för uppflyttningskval.                                  |
|  | Nedflyttade för spel i Segunda División 2012.                         |

## Playoff-spel
Vinnaren av playoff-spelet gick direkt upp i Primera División 2012 medan förloraren fick spela uppflyttningskval mot ett lag från Primera División 2011. Rangers vann mot Everton (på bortamålsregeln efter 4-4 totalt) och flyttades således upp, medan Everton gick till kvalspel.
|       | 24 november 2011 | Rangers | 1–1 | Everton | Estadio Fiscal de Talca, Talca |                |
| 20:00 | 20:00            |         |     |         | Publik: 10 537                 | Publik: 10 537 |
| 20:00 | 20:00            |         |     |         | Publik: 10 537                 | Publik: 10 537 |
| 20:00 | 20:00            |         |     |         | Publik: 10 537                 | Publik: 10 537 |

|       | 27 november 2011 | Everton | 3–3 | Rangers | Estadio Sausalito, Viña del Mar |                |
| 12:00 | 12:00            |         |     |         | Publik: 14 320                  | Publik: 14 320 |
| 12:00 | 12:00            |         |     |         | Publik: 14 320                  | Publik: 14 320 |
| 12:00 | 12:00            |         |     |         | Publik: 14 320                  | Publik: 14 320 |

## Uppflyttningskval
Everton och Naval fick möta Unión San Felipe respektive Santiago Wanderers från Primera División. Båda lagen från den högsta divisionen vann och samtliga lag behöll därmed sin serietillhörighet till nästkommande säsong.
|       | 4 december 2011 | Naval | 0–1 | Santiago Wanderers | Estadio CAP, Talcahuano            |                                    |
| 12:00 | 12:00           |       |     | Rusculleda 89′     | Publik: 6 543 Domare: Claudio Puga | Publik: 6 543 Domare: Claudio Puga |
| 12:00 | 12:00           |       |     |                    | Publik: 6 543 Domare: Claudio Puga | Publik: 6 543 Domare: Claudio Puga |
| 12:00 | 12:00           |       |     |                    | Publik: 6 543 Domare: Claudio Puga | Publik: 6 543 Domare: Claudio Puga |

|       | 10 december 2011 | Santiago Wanderers       | 2–2 | Naval                 | Estadio Regional Chiledeportes, Valparaíso |                                          |
| 16:00 | 16:00            | Rusculleda 3′ Ubilla 55′ |     | López 28′ Peralta 45′ | Publik: 9 420 Domare: Claudio Fuenzalida   | Publik: 9 420 Domare: Claudio Fuenzalida |
| 16:00 | 16:00            |                          |     |                       | Publik: 9 420 Domare: Claudio Fuenzalida   | Publik: 9 420 Domare: Claudio Fuenzalida |
| 16:00 | 16:00            |                          |     |                       | Publik: 9 420 Domare: Claudio Fuenzalida   | Publik: 9 420 Domare: Claudio Fuenzalida |

|       | 4 december 2011 | Everton   | 1–0 | Unión San Felipe | Estadio Sausalito, Viña del Mar      |                                      |
| 20:30 | 20:30           | Rojas 63′ |     |                  | Publik: 8 755 Domare: Patricio Polic | Publik: 8 755 Domare: Patricio Polic |
| 20:30 | 20:30           |           |     |                  | Publik: 8 755 Domare: Patricio Polic | Publik: 8 755 Domare: Patricio Polic |
| 20:30 | 20:30           |           |     |                  | Publik: 8 755 Domare: Patricio Polic | Publik: 8 755 Domare: Patricio Polic |

|       | 11 december 2011 | Unión San Felipe       | 2–0 | Everton | Estadio Municipal de San Felipe, San Felipe |                        |
| 20:30 | 20:30            | Carballo 41′ Merlo 63′ |     |         | Domare: Eduardo Gamboa                      | Domare: Eduardo Gamboa |
| 20:30 | 20:30            |                        |     |         | Domare: Eduardo Gamboa                      | Domare: Eduardo Gamboa |
| 20:30 | 20:30            |                        |     |         | Domare: Eduardo Gamboa                      | Domare: Eduardo Gamboa |